# Дюссо, Анатоль
Анато́ль Дюссо (фр. Anatole Dussaut; 22 июля 1857, Бордо, Франция — 10 июня 1906, Париж, Франция) — французский шашист, один из сильнейших игроков своего времени.

## Биография
Анатоль Дюссо родился 22 июля 1857 года в Бордо в семье купца-винодела. Получил медицинское образование. В середине 80-х годов XIX века прославился в качестве сильнейшего мастера игры в стоклеточные шашки во Франции. Победил в первом (1885 г.) и втором (1886 г.) международных шашечных турнирах в Амьене. Благодаря этим победам Дюссо в настоящее время нередко включают в перечень неофициальных чемпионов мира по международным шашкам. После относительной неудачи в парижском турнире 1891 года (5 место) Дюссо разделил с Бартелингом и Рафаэлем 1-3 места в парижском турнире 1894 года. В дальнейшем турнирные результаты Дюссо были скромнее, но он оставался в числе сильнейших шашистов Франции. В 1897—1899 годах Дюссо проиграл четыре матча Исидору Вейсу, но в 1900 году смог свести с ним вничью матч из четырёх партий (+1-1=2).
Умер Дюссо 10 июня 1906 года в Париже.

## «Жертва Дюссо»
В партии Амьенского турнира 1886 года против Класа де Гера Дюссо применил интересную жертву двух шашек, которая впоследствии стала типовой и получила название «жертва (или гамбит) Дюссо».

## Турнирные результаты А. Дюссо
- Амьен, 1885 г. — 1 место
- Амьен, 1886 г. — 1 место
- Париж, 1891 г. — 5 место
- Париж, 1894 г. — 1-3 место
- Париж, 1895 г. — 4 место[4]
- Амьен, 1899 г. — 3-4 место
- Париж, 1900 г. — 4 место

## Количество партий
| Период    | Количество партий | +  | −  | =  |
| --------- | ----------------- | -- | -- | -- |
| 1886—1900 | 47                | 15 | 18 | 14 |

## Результаты личных встреч с сильнейшими шашистами
| № | Противник              | Период встреч | Количество партий | + | −  | = |
| - | ---------------------- | ------------- | ----------------- | - | -- | - |
| 1 | Жорж Баледен (Баледан) | 1886—1900     | 3                 | 1 | 0  | 2 |
| 2 | Луи Бартелинг          | 1894—1899     | 6                 | 1 | 2  | 3 |
| 3 | Клас де Гер            | 1886          | 2                 | 2 | 0  | 0 |
| 4 | Ахмед Канди            | 1894          | 1                 | 0 | 0  | 1 |
| 5 | Эжен Леклерк           | 1894          | 2                 | 0 | 1  | 1 |
| 6 | Луи Рафаэль            | 1894          | 2                 | 0 | 2  | 0 |
| 7 | Исидор Вейс            | 1894—1900     | 25                | 7 | 12 | 6 |